# Zsuzsánna Sinka
Zsuzsánna Sinka (* 12. Oktober 1989 in Târgu Mureș) ist eine rumänische Fußballspielerin.

## Karriere
Sinka begann ihre Karriere mit Futsal für den rumänischen Verein City'US Târgu Mureş und kam 2009 zum Fußballverein FCM Târgu Mureș.
Anfang Juli 2011 verließ die defensive Mittelfeldspielerin ihre Heimat Rumänien und unterschrieb beim polnischen Erstligisten Pogoń Szczecin Women. Nach einer Saison in Polen wechselte sie gemeinsam mit Zwillingsschwester Mónika nach Deutschland zum Zweitligisten Blau-Weiß Hohen Neuendorf. Nach einer Spielzeit verließ sie Neuendorf und wechselte in die Regionenliga 2 zum VfB Tamm. Nach zwei Jahren in Deutschland, kehrte sie 2014 nach Rumänien zurück, wo sie gegenwärtig für ASA Târgu Mureș spielt.

### International
Am 23. September 2009 gab sie ihr A-Länderspieldebüt für die Rumänische Fußballnationalmannschaft der Frauen im WM-Qualifikationsspiel gegen die Bosnisch-herzegowinische Fußballnationalmannschaft der Frauen.

## Privates
Zsuzsánna Sinka spielte ihre gesamte Karriere gemeinsam mit ihrer Zwillingsschwester Mónika Sinka in einem Verein. Die Geschwister gehören zur ungarischen Minderheit in Rumänien. Beide haben einen Universitätsabschluss in Sportpädagogik.